# Bondar Sihudon I
Bondar Sihudon I is een bestuurslaag in het regentschap Tapanuli Tengah van de provincie Noord-Sumatra, Indonesië. Bondar Sihudon I telt 1138 inwoners (volkstelling 2010).